# Abel Figueiredo
Abel Figueiredo é um município brasileiro do estado do Pará, localizado na Imediata de Marabá e na Intermediária de Marabá.
Sua população estimada, em 2021, era de 7 536 habitantes, distribuídos em 614,3 km² de área territorial.

## Etimologia
Recebeu o nome de um político da região, Abel Nunes de Figueiredo, deputado estadual com forte base eleitoral em São João do Araguaia, município do qual Abel Figueiredo inicialmente foi parte.

## História
O núcleo habitacional formador de Abel surgiu em 1964, às margens da rodovia PA-70 (hoje BR-222). A construção da estrada atraiu muitas pessoas, principalmente imigrantes nordestinos.
O núcleo ficou sob jurisdição direta de São João do Araguaia até 1968, quando tornou-se um distrito são-joanense. Vinte anos depois, em 1988, tornou-se um distrito do município de Bom Jesus do Tocantins, e assim ficou até sua emancipação em 1991.
Foi criado através da Lei nº 5.708, de 27 de dezembro de 1991, sancionada pelo então governador Jáder Fontenelle Barbalho. Foi desmembrado do município de Bom Jesus do Tocantins. A antiga vila e distrito bonjesuense de Abel Figueiredo foi tornada sede, com categoria de cidade.
Sua instalação aconteceu no dia 1 de janeiro de 1993, com a posse do prefeito, do vice-prefeito e vereadores eleitos no pleito municipal de 3 de outubro de 1992.

## Geografia
Para fins estatísticos, localiza-se na região geográfica Imediata de Marabá e na Intermediária de Marabá.

### Hidrografia
O município possui quatro corpos d'água relevantes, sendo os rios Grapiá e Noventa e Sete, tributários da média bacia do Tocantins, e os rios Guaraní e Água Azul, tributários da baixa bacia do Tocantins.

## Infraestrutura
A principal via de ligação do município e a rodovia federal BR-222, que a liga a Rondon do Pará (nordeste) e Bom Jesus do Tocantins (sudoeste). Além desta via, há a importante vicinal PA Carne de Sol, que liga a vila Carne de Sol (que fica às margens da BR-222) à cidade maranhense de São Pedro da Água Branca (sul).